# Simón Kuzmanic
Renato Simón Kuzmanić Rodríguez (San Bernardo, 28 de abril de 1938) es un exfutbolista chileno. Jugó de guardameta, dejando la práctica activa del fútbol a los 44 años de edad.

## Trayectoria
A los 14 años jugó sus primeros partidos en el club de Industrias Químicas Imperial. También fue juvenil en Audax Italiano. En 1959 jugó en el Villaseca de Buín.
En 1961 comenzó a jugar en la Primera División B (Segunda División) en el club San Bernardo Central hasta el año 1965. Con el antecedente de haber sido nominado el mejor arquero en las temporadas 1964 y 1965 el año 1966 fue contratado por Colo-Colo.
Tras un fallido traspaso al Club América de México, quedó libre a finales de 1969 firmando por Green Cross de Temuco, equipo en que estuvo dos años: 1970 y 1971.
Entre los años 1972 a 1977 se desempeñó en el arco de Huachipato, formando parte del plantel “acerero” campeón de la Primera División de Chile en 1974.
Desde el año 1978 defendió los colores de Lota Schwager hasta el año 1980, dejando de jugar en el inicio del año 1981.

## Estadísticas

### Clubes
| Club                 | País  | Año       |
| -------------------- | ----- | --------- |
| San Bernardo Central | Chile | 1961-1965 |
| Colo-Colo            | Chile | 1966-1969 |
| Green Cross Temuco   | Chile | 1970-1971 |
| Huachipato           | Chile | 1972-1977 |
| Lota Schwager        | Chile | 1978-1980 |

## Palmarés

### Campeonatos nacionales[1]
| Título           | Club       | País  | Año  |
| ---------------- | ---------- | ----- | ---- |
| Primera División | Huachipato | Chile | 1974 |